# Michel De Jaeghere
Pour les articles homonymes, voir Dejaeghere.
Michel De Jaeghere, né le 6 octobre 1957, est un journaliste et essayiste français.

## Biographie

### Formation
Michel De Jaeghere est licencié en histoire (Paris-IV, 1979), diplômé d'études approfondies en droit public (Paris-II, 1979) et en histoire des idées politiques (Paris-II, 1981).

### Carrière
Après avoir été rédacteur en chef adjoint de Valeurs actuelles puis directeur du Spectacle du Monde, il est ensuite directeur de la rédaction des Figaro Hors-Série qu'il a créés en 2001.
Il est depuis 2004 secrétaire général de la Société des amis de José Cabanis.
En 2012, il publie le premier numéro du Figaro Histoire (bimestriel), dont il est également, depuis lors, le directeur de rédaction.
En 2021 il est élu membre correspondant de l'Académie des sciences morales et politiques, section Histoire et Géographie. 
Il est membre du jury du prix du Guesclin.

## Prises de position
Opposé au mariage homosexuel, il participe en 2013 à une université d'été de La Manif pour tous.

## Œuvres
- Avec Jérôme Grasselli, Atlas Napoléon : la gloire en Italie, Valmonde, 2001 (BNF 37649042).
- Enquête sur la christianophobie, Renaissance catholique, 2005 [présentation en ligne] (BNF 40015379).
- La repentance, histoire d'une manipulation , Renaissance catholique, 2006.
- Le Menteur magnifique : Châteaubriand en Grèce, Les Belles Lettres, 2006 [présentation en ligne] (BNF 40104514).
- Ite missa est, Renaissance catholique, 2008 [présentation en ligne] (BNF 41330545).
- Confiteor ou la Paix de l’Église, Renaissance catholique, 2009 [présentation en ligne] (BNF 41464566).
- Les Derniers Jours : la fin de l'Empire romain d'Occident, Les Belles Lettres, 2014  (ISBN 978-2-251-44501-4) [présentation en ligne].
- La Compagnie des ombres : à quoi sert l'Histoire ?, Les Belles Lettres, 2016  (ISBN 978-2-251-44600-4) [présentation en ligne].
- Un Automne romain. Journal sans moi, Les Belles Lettres, 2018.
- Le Cabinet des antiques, tome I : Les origines de la démocratie contemporaine, Paris, Les Belles Lettres, 576 p., 2021  (ISBN 978-2-251-45054-4)
- Le Cabinet des antiques, tome II: La Mélancolie d'Athéna, L'invention du patriotisme, Paris, Les Belles Lettres, 632 p., 8 cartes, 2022.
  - Ces deux volumes du Cabinet des antiques concernent la Grèce ancienne et Athènes en particulier.

### Direction de collectifs
- Une croix sur le nouveau monde, Renaissance catholique, 1992.
- L’envers des droits de l'homme, Renaissance catholique, 1993.
- Le glaive et la Croix, Renaissance catholique, 1994.
- La Croix et le croissant, Renaissance catholique 1996.
- Qui a peur du baptême de Clovis ?, Renaissance catholique, 1997.
- Le siècle de Moloch, Renaissance catholique, 1998.
- Europe ou chrétienté ?, Renaissance catholique, 1999.
- Le Livre blanc de l'armée française en Algérie, Contretemps, 2002  (ISBN 2951780907).
- Le XXIe siècle sera-t-il musulman ?, Renaissance catholique, 2004.
- Le christianisme va-t-il disparaître ?, Renaissance catholique, 2007.
- La France doit-elle disparaître ?, Renaissance catholique, 2007.
- La Pensée unique, Renaissance catholique, 2009  (ISBN 978-2-916951-06-5) (BNF 41457332).
- Le choc des civilisations, mythes et réalités, Contretemps, 2010.
- Le piège de la laïcité, Contretemps, 2010.
- La démocratie peut-elle devenir totalitaire ?, Contretemps, 2014.
- L'ordre immoral, Contretemps, 2013.
- À quoi sert l'histoire ?, Contretemps, 2015
- Le patriotisme est-il un péché ?, Contretemps, 2016  (ISBN 978-2-9169-5116-4).